# Puerto Peñasco
Puerto Peñasco is een stad in de Mexicaanse staat Sonora. Puerto Peñasco heeft 44.647 inwoners (census 2005) en is de hoofdplaats van de gemeente Puerto Peñasco.
Puerto Peñasco is gelegen aan de Golf van Californië. De belangrijkste bronnen van inkomsten zijn de visserij en het toerisme. De plaats is vooral geliefd onder bezoekers uit de Verenigde Staten, dat niet ver weg ligt.